# Camille (película de 2007)
Un amor para siempre es una película de 2007 por Gregory Mackenzie y protagonizada por James Franco y Sienna Miller.

## Sinopsis
Una luna de miel loca sobre una pareja joven en su camino a las Cataratas del Niágara. Silias es un exconvicto por demencia, que ha salido en libertad bajo palabra, tratando de conseguir una vida normal con un empleo estable, pero por un tiempo su problema de conducta le causa muchos más. Elige precisamente a la hija del policía que lo sacó de prisión, Camille, como su esposa. Al comienzo Silias no soporta lo mucho que "habla, habla y habla" Camille sobre casi lo que sea que tuviera en mente.

## Argumento
La trama sigue a los dos personajes que se han casado recientemente y van a las Cataratas del Niágara en su luna de miel. Silas Parker (Franco) es un ladrón que se casa con Camille Foster (Miller), sobrina de su agente de libertad condicional, con la esperanza de que sea su oportunidad de escapar a Canadá. Silas no puede soportar a Camille y ella es ciega a cómo él se siente realmente, creyendo que todo se arreglará una vez que lleguen a las Cataratas. Después de su boda, Camille se preocupa por no haber arrojado arroz y pensando que esto le traerá mala suerte.
En el camino a las Cataratas del Niágara, chocan su motocicleta (con sidecar) contra un árbol y Camille muere en el accidente. Pensando que mató a Camille, Silas huye, entrando en una casa cercana para llamar a la policía, pero colgando antes de informar del accidente. Cuando regresa a la escena del accidente, encuentra a Camille y se lava en un río cercano. En el transcurso del viaje Silas se da cuenta de que Camille realmente murió en el accidente cuando ella comienza a decaer. Mientras que cuida de ella, Silas muestra un lado más amable debido a su culpabilidad sobre haber causado accidentalmente su muerte.
Mientras tanto, la policía cree que Silas mató a su esposa y empezó a cazarlo. La pareja tiene que evadir la captura varias veces y terminan viajando con un viejo vaquero rodeo (Carradine) con caballos de colores. Uno de los caballos, Maggie, es viejo y debería haber muerto hace años, pero todavía está pegando por alguna razón. Mientras Camille se deteriora físicamente, ella y Silas se acercan, bailando y besándose en la lluvia. Silas dice que mientras él nunca creía en nada, Camille creía en él cuando nadie más lo había hecho.
La pareja viaja con el vaquero hasta que tiene un colapso y libera todos sus caballos. Al ver que la vieja Maggie no saldrá de su lado incluso a punta de pistola, el vaquero monta el caballo y se montan en el amanecer.
La pareja finalmente llegar a las Cataratas del Niágara y tomar el tour en barco juntos. Pero el tiene que fingir por qué ella ya empieza a soltar un olor fétido por causa de su muerte Mientras Silas sonríe a Camille, feliz de estar con ella, le dice que ya está lista. Se vuelve para pedirle a alguien que tome su fotografía, y cuando se vuelve, se ha desvanecido. Se baja del barco y se dirige hacia la frontera entre Canadá y Estados Unidos, pero se detiene y regresa buscando a Camille. Luego es detectado por la policía y perseguido hasta el borde del punto de observación de las Cataratas del Niágara. Él grita a Camille - no creer que esté verdaderamente muerto y desaparecido - y la policía, pensando que todavía está evadiendo el arresto, le dispara. Camille aparece repentinamente, cabalgando hacia él en el caballo, Maggie. Ella preguntó por qué él no continuó sin ella y él dijo que no podía. Se sube detrás de ella y dice "Te amo" por primera vez. Se besan y luego se vuelven hacia las cataratas. Camille dice que "tuve una gran luna de miel" y Silas contesta "Yo también".
Entonces Maggie galopa hacia adelante y salta sobre el borde de las Cataratas del Niágara con Camille y Silas en su espalda, los tres desaparecen en la niebla. Después de saltar, el arroz comienza a caer del cielo.

## Elenco
- James Franco - Silias Parker
- Sienna Miller - Camille Foster
- David Carradine - Cowboy Bob
- Scott Glenn - Sheriff Foster
- Ed Lauter - Sheriff Steiner
- Mark Wilson - Diputado Ruddy

## Lanzamiento
La película estuvo en festivales de cine de Europa y América del Norte a lo largo de 2007 y 2008. La película fue lanzada en cines en Estados Unidos el 14 de noviembre de 2008, y en Rusia el 4 de junio de 2009, y luego en México el 22 de octubre de 2010.